# Nine Inch Nails/Diskografie
Diese Diskografie ist eine Übersicht über die musikalischen Werke von Trent Reznors Musikprojekt Nine Inch Nails. Jede offizielle Veröffentlichung bekommt eine Nummernbezeichnung in der Form Halo X, wobei das X fortlaufend für eine Zahl steht. Den Schallplattenauszeichnungen zufolge hat es bisher mehr als 12,7 Millionen Tonträger verkauft, davon alleine in seiner Heimat über elf Millionen. Seine erfolgreichste Veröffentlichung ist das Studioalbum The Downward Spiral mit über 4,4 Millionen verkauften Einheiten.

## Alben

### Studioalben
| Jahr | Titel               | Höchstplatzierung, Gesamtwochen, AuszeichnungChartplatzierungen (Jahr, Titel, Platzierungen, Wochen, Auszeichnungen, Anmerkungen) | Höchstplatzierung, Gesamtwochen, AuszeichnungChartplatzierungen (Jahr, Titel, Platzierungen, Wochen, Auszeichnungen, Anmerkungen) | Höchstplatzierung, Gesamtwochen, AuszeichnungChartplatzierungen (Jahr, Titel, Platzierungen, Wochen, Auszeichnungen, Anmerkungen) | Höchstplatzierung, Gesamtwochen, AuszeichnungChartplatzierungen (Jahr, Titel, Platzierungen, Wochen, Auszeichnungen, Anmerkungen) | Höchstplatzierung, Gesamtwochen, AuszeichnungChartplatzierungen (Jahr, Titel, Platzierungen, Wochen, Auszeichnungen, Anmerkungen) | Anmerkungen                                        |
| Jahr | Titel               | DE | AT | CH | UK | US | Anmerkungen                                        |
| ---- | ------------------- | --- | --- | --- | --- | --- | -------------------------------------------------- |
| 1989 | Pretty Hate Machine | — | — | — | UK67 Gold · (1 Wo.)UK | US75 ×3Dreifachplatin · (115 Wo.)US                                                                                               | Erstveröffentlichung: 20. Oktober 1989 „Halo 2“    |
| 1994 | The Downward Spiral | — | — | — | UK9 Gold · (6 Wo.)UK | US2 ×4Vierfachplatin · (115 Wo.)US                                                                                                | Erstveröffentlichung: 8. März 1994 „Halo 8“        |
| 1999 | The Fragile         | DE17 (7 Wo.)DE | AT14 (6 Wo.)AT | — | UK10 Silber · (5 Wo.)UK | US1 ×2Doppelplatin · (19 Wo.)US                                                                                                   | Erstveröffentlichung: 21. September 1999 „Halo 14“ |
| 2005 | With Teeth          | DE9 (7 Wo.)DE | AT4 (9 Wo.)AT | CH13 (6 Wo.)CH | UK3 Gold · (5 Wo.)UK | US1 Gold · (43 Wo.)US | Erstveröffentlichung: 3. Mai 2005 „Halo 19“        |
| 2007 | Year Zero           | DE6 (4 Wo.)DE | AT4 (5 Wo.)AT | CH13 (5 Wo.)CH | UK6 Silber · (4 Wo.)UK | US2 (17 Wo.)US | Erstveröffentlichung: 13. April 2007 „Halo 24“     |
| 2008 | Ghosts I-IV         | DE60 (1 Wo.)DE | AT58 (3 Wo.)AT | — | UK60 (1 Wo.)UK | US14 (7 Wo.)US | Erstveröffentlichung: 2. März 2008 „Halo 26“       |
| 2008 | The Slip            | DE33 (2 Wo.)DE | AT45 (5 Wo.)AT | CH38 (1 Wo.)CH | UK25 (1 Wo.)UK | US13 (7 Wo.)US | Erstveröffentlichung: 5. Mai 2008 „Halo 27“        |
| 2013 | Hesitation Marks    | DE5 (3 Wo.)DE | AT2 (4 Wo.)AT | CH5 (3 Wo.)CH | UK2 (3 Wo.)UK | US3 (11 Wo.)US | Erstveröffentlichung: 2. September 2013 „Halo 28“  |
| 2018 | Bad Witch           | DE28 (1 Wo.)DE | AT16 (2 Wo.)AT | CH5 (5 Wo.)CH | UK12 (2 Wo.)UK | US12 (2 Wo.)US | Erstveröffentlichung: 22. Juni 2018 „Halo 32“      |
| 2020 | Ghosts V: Together  | — | — | — | — | — | Erstveröffentlichung: 26. März 2020 „Halo 33“      |
| 2020 | Ghosts VI: Locusts  | — | — | — | — | — | Erstveröffentlichung: 26. März 2020 „Halo 34“      |

### Livealben
| Jahr | Titel                        | Höchstplatzierung, Gesamtwochen, AuszeichnungChartplatzierungen (Jahr, Titel, Platzierungen, Wochen, Auszeichnungen, Anmerkungen) | Höchstplatzierung, Gesamtwochen, AuszeichnungChartplatzierungen (Jahr, Titel, Platzierungen, Wochen, Auszeichnungen, Anmerkungen) | Höchstplatzierung, Gesamtwochen, AuszeichnungChartplatzierungen (Jahr, Titel, Platzierungen, Wochen, Auszeichnungen, Anmerkungen) | Höchstplatzierung, Gesamtwochen, AuszeichnungChartplatzierungen (Jahr, Titel, Platzierungen, Wochen, Auszeichnungen, Anmerkungen) | Höchstplatzierung, Gesamtwochen, AuszeichnungChartplatzierungen (Jahr, Titel, Platzierungen, Wochen, Auszeichnungen, Anmerkungen) | Anmerkungen                                     |
| Jahr | Titel                        | DE | AT | CH | UK | US | Anmerkungen                                     |
| ---- | ---------------------------- | --- | --- | --- | --- | --- | ----------------------------------------------- |
| 2002 | And All That Could Have Been | DE45 (3 Wo.)DE | AT21 (6 Wo.)AT | — | UK54 (2 Wo.)UK | US37 (8 Wo.)US | Erstveröffentlichung: 22. Januar 2002 „Halo 17“ |

### Kompilationen
- 2015: Halo I–IV („Halo 1-4“)
- 2016: The Fragile: Deviations 1 („Halo 30“)

### Remixalben
| Jahr | Titel                                                         | Höchstplatzierung, Gesamtwochen, AuszeichnungChartplatzierungen (Jahr, Titel, Platzierungen, Wochen, Auszeichnungen, Anmerkungen) | Höchstplatzierung, Gesamtwochen, AuszeichnungChartplatzierungen (Jahr, Titel, Platzierungen, Wochen, Auszeichnungen, Anmerkungen) | Höchstplatzierung, Gesamtwochen, AuszeichnungChartplatzierungen (Jahr, Titel, Platzierungen, Wochen, Auszeichnungen, Anmerkungen) | Höchstplatzierung, Gesamtwochen, AuszeichnungChartplatzierungen (Jahr, Titel, Platzierungen, Wochen, Auszeichnungen, Anmerkungen) | Höchstplatzierung, Gesamtwochen, AuszeichnungChartplatzierungen (Jahr, Titel, Platzierungen, Wochen, Auszeichnungen, Anmerkungen) | Anmerkungen                                       |
| Jahr | Titel                                                         | DE | AT | CH | UK | US | Anmerkungen                                       |
| ---- | ------------------------------------------------------------- | --- | --- | --- | --- | --- | ------------------------------------------------- |
| 1992 | Fixed Remix-EP von „Broken“                                   | — | — | — | UK— PlatinUK | — | Erstveröffentlichung: 22. September 1992 „Halo 6“ |
| 1995 | Further Down the Spiral Remix-Album von „The Downward Spiral“ | — | — | — | UK— GoldUK | US23 Gold · (20 Wo.)US | Erstveröffentlichung: 1. Juni 1995 „Halo 10“      |
| 2000 | Things Falling Apart Remix-Album von „The Fragile“            | — | — | — | — | US67 (5 Wo.)US | Erstveröffentlichung: 21. November 2000 „Halo 16“ |
| 2007 | Y34RZ3R0R3M1X3D Remix-Album von „Year Zero“                   | — | — | — | — | US77 (2 Wo.)US | Erstveröffentlichung: 20. November 2007 „Halo 25“ |

### EPs
| Jahr | Titel                 | Höchstplatzierung, Gesamtwochen, AuszeichnungChartplatzierungen (Jahr, Titel, Platzierungen, Wochen, Auszeichnungen, Anmerkungen) | Höchstplatzierung, Gesamtwochen, AuszeichnungChartplatzierungen (Jahr, Titel, Platzierungen, Wochen, Auszeichnungen, Anmerkungen) | Höchstplatzierung, Gesamtwochen, AuszeichnungChartplatzierungen (Jahr, Titel, Platzierungen, Wochen, Auszeichnungen, Anmerkungen) | Höchstplatzierung, Gesamtwochen, AuszeichnungChartplatzierungen (Jahr, Titel, Platzierungen, Wochen, Auszeichnungen, Anmerkungen) | Höchstplatzierung, Gesamtwochen, AuszeichnungChartplatzierungen (Jahr, Titel, Platzierungen, Wochen, Auszeichnungen, Anmerkungen) | Anmerkungen                                       |
| Jahr | Titel                 | DE | AT | CH | UK | US | Anmerkungen                                       |
| ---- | --------------------- | --- | --- | --- | --- | --- | ------------------------------------------------- |
| 1992 | Broken                | — | — | — | UK18 (3 Wo.)UK | US7 Platin · (30 Wo.)US | Erstveröffentlichung: 22. September 1992 „Halo 5“ |
| 2016 | Not the Actual Events | — | — | — | — | US26 (2 Wo.)US | Erstveröffentlichung: 23. Dezember 2016 „Halo 29“ |
| 2017 | Add Violence          | — | AT67 (1 Wo.)AT | CH36 (2 Wo.)CH | — | US17 (2 Wo.)US | Erstveröffentlichung: 19. Juli 2017 „Halo 31“     |

## Singles
| Jahr | Titel Album                              | Höchstplatzierung, Gesamtwochen, AuszeichnungChartplatzierungen (Jahr, Titel, Album, Platzierungen, Wochen, Auszeichnungen, Anmerkungen) | Höchstplatzierung, Gesamtwochen, AuszeichnungChartplatzierungen (Jahr, Titel, Album, Platzierungen, Wochen, Auszeichnungen, Anmerkungen) | Höchstplatzierung, Gesamtwochen, AuszeichnungChartplatzierungen (Jahr, Titel, Album, Platzierungen, Wochen, Auszeichnungen, Anmerkungen) | Höchstplatzierung, Gesamtwochen, AuszeichnungChartplatzierungen (Jahr, Titel, Album, Platzierungen, Wochen, Auszeichnungen, Anmerkungen) | Höchstplatzierung, Gesamtwochen, AuszeichnungChartplatzierungen (Jahr, Titel, Album, Platzierungen, Wochen, Auszeichnungen, Anmerkungen) | Anmerkungen                                        |
| Jahr | Titel Album                              | DE | AT | CH | UK | US | Anmerkungen                                        |
| ---- | ---------------------------------------- | --- | --- | --- | --- | --- | -------------------------------------------------- |
| 1990 | Head Like a Hole Pretty Hate Machine     | — | — | — | UK45 (4 Wo.)UK | — | Erstveröffentlichung: 22. März 1990 „Halo 3“       |
| 1990 | Sin Pretty Hate Machine                  | — | — | — | UK35 (2 Wo.)UK | — | Erstveröffentlichung: 22. März 1990 „Halo 4“       |
| 1994 | March of the Pigs The Downward Spiral    | — | — | — | UK45 (4 Wo.)UK | US59 (3 Wo.)US | Erstveröffentlichung: 25. Februar 1994 „Halo 7“    |
| 1994 | Closer The Downward Spiral               | — | — | — | UK25 Silber · (4 Wo.)UK | US41 (22 Wo.)US | Erstveröffentlichung: 30. Mai 1994 „Halo 9“        |
| 1997 | The Perfect Drug Lost Highway OST        | — | — | — | UK43 (2 Wo.)UK | — | Erstveröffentlichung: 13. Mai 1997 „Halo 11“       |
| 1999 | The Day the World Went Away The Fragile  | — | — | — | — | US17 (5 Wo.)US | Erstveröffentlichung: 20. Juli 1999 „Halo 13“      |
| 1999 | We’re in This Together The Fragile       | — | — | — | UK39 (2 Wo.)UK | — | Erstveröffentlichung: 27. September 1999 „Halo 15“ |
| 2005 | The Hand That Feeds With Teeth           | DE62 (3 Wo.)DE | AT41 (4 Wo.)AT | CH67 (5 Wo.)CH | UK7 (4 Wo.)UK | US21 (20 Wo.)US | Erstveröffentlichung: 28. März 2005 „Halo 18“      |
| 2005 | Only With Teeth                          | DE90 (1 Wo.)DE | — | CH87 (1 Wo.)CH | UK20 (3 Wo.)UK | US90 (8 Wo.)US | Erstveröffentlichung: 25. Juli 2005 „Halo 20“      |
| 2006 | Every Day Is Exactly the Same With Teeth | — | — | — | — | US56 (1 Wo.)US | Erstveröffentlichung: 4. April 2006 „Halo 21“      |
| 2007 | Survivalism Year Zero                    | DE68 (2 Wo.)DE | AT63 (1 Wo.)AT | — | UK29 (2 Wo.)UK | US68 (1 Wo.)US | Erstveröffentlichung: 13. März 2007 „Halo 23“      |

Weitere Singles
- 1989: Down in It („Halo 1“)
- 2000: Into the Void („Halo 16“)
- 2007: Capital G
- 2008: Discipline
- 2013: Came Back Haunted
- 2013: Copy of a
- 2013: Everything
- 2016: Burning Bright (Field on Fire)
- 2017: Less Then
- 2018: God Break Down the Door
- 2025: As Alive as You Need Me to Be

## Videoalben
| Jahr | Titel              | Höchstplatzierung, Gesamtwochen, AuszeichnungChartplatzierungen (Jahr, Titel, Platzierungen, Wochen, Auszeichnungen, Anmerkungen) | Höchstplatzierung, Gesamtwochen, AuszeichnungChartplatzierungen (Jahr, Titel, Platzierungen, Wochen, Auszeichnungen, Anmerkungen) | Höchstplatzierung, Gesamtwochen, AuszeichnungChartplatzierungen (Jahr, Titel, Platzierungen, Wochen, Auszeichnungen, Anmerkungen) | Höchstplatzierung, Gesamtwochen, AuszeichnungChartplatzierungen (Jahr, Titel, Platzierungen, Wochen, Auszeichnungen, Anmerkungen) | Höchstplatzierung, Gesamtwochen, AuszeichnungChartplatzierungen (Jahr, Titel, Platzierungen, Wochen, Auszeichnungen, Anmerkungen) | Anmerkungen                                                            |
| Jahr | Titel              | DE | AT | CH | UK | US | Anmerkungen                                                            |
| ---- | ------------------ | --- | --- | --- | --- | --- | ---------------------------------------------------------------------- |
| 2007 | Beside You in Time | DE99 (1 Wo.)DE | — | — | — | US67 (5 Wo.)US | Erstveröffentlichung: 27. Februar 2007 „Halo 22“; DVD, HD DVD, Blu-ray |

Weitere Videoalben
- 1997: Closure („Halo 12“)
- 2002: And All That Could Have Been („Halo 17“)

## Musikvideos
| Jahr | Titel                       | Regisseur(e)                             |
| ---- | --------------------------- | ---------------------------------------- |
| 1989 | Down in It                  | Eric Zimmermann, Benjamin Stroke         |
| 1990 | Head Like a Hole            | Eric Zimmermann                          |
| 1990 | Sin                         | Brett Turnbull                           |
| 1992 | Pinion                      | Eric Goode, Serge Becker                 |
| 1992 | Wish                        | Peter Christopherson                     |
| 1992 | Help Me I Am in Hell        | Eric Goode, Serge Becker                 |
| 1992 | Happiness in Slavery        | Jon Reis                                 |
| 1992 | Gave Up                     | Jon Reis                                 |
| 1994 | March of the Pigs           | Peter Christopherson, Trent Reznor       |
| 1994 | Burn                        | Hank Corvin, Trent Reznor                |
| 1994 | Closer                      | Mark Romanek                             |
| 1995 | Hurt                        | Simon Maxwell                            |
| 1997 | The Perfect Drug            | Mark Romanek                             |
| 1997 | Wish (live)                 | Simon Maxwell                            |
| 1999 | The Day the World Went Away | Tomato                                   |
| 1999 | We’re in This Together      | Mark Pellington                          |
| 1999 | Into the Void               | Walter Stern, Jeff Richter               |
| 2000 | Starfuckers, Inc.           | Robert Hales, Marilyn Manson             |
| 2001 | Deep                        | Enda McCallion                           |
| 2005 | The Hand That Feeds         | Rob Sheridan                             |
| 2005 | Only                        | David Fincher                            |
| 2007 | Survivalism                 | Alex Lieu, Rob Sheridan und Trent Reznor |
| 2013 | Came Back Haunted           | David Lynch                              |

## Weitere Veröffentlichungen
Trent Reznor produzierte 1996 die Hintergrundmusik und Sound-Effekte für das Computerspiel Quake von id Software. Aus diesem Grund ist auf den Munitionsboxen einer bestimmten Waffe, der Nail Gun, im Spiel Quake auch das Logo der Nine Inch Nails (NIN) deutlich zu erkennen. Des Weiteren stellte er den Soundtrack zu Oliver Stones Film Natural Born Killers zusammen. Der Remix „Closer: Precursor“ wird im Vorspann zum Film Sieben zitiert. Einige Songs des Films Lost Highway, dessen Soundtrack er ebenfalls kompilierte, stammen auch aus Trent Reznors Feder, darunter die Single The Perfect Drug, deren Musikvideo abermals von Closer-Regisseur Mark Romanek aufwändig inszeniert wurde. Für den Film Tomb Raider steuerte Nine Inch Nails das Lied Deep bei, zu welchem auch ein Video gedreht wurde. Für den Soundtrack zu den Videospielen American McGee’s Alice von Rogue Entertainment und Doom 3 von id Software ist Reznor jedoch nicht verantwortlich gewesen, obwohl er ursprünglich daran gearbeitet hatte, sondern Chris Vrenna, ehemaliger Drummer bei Nine Inch Nails, der schon seit längerer Zeit an einem Soloprojekt namens Tweaker arbeitet.
Trent Reznor hat auch mit Künstlern wie Tori Amos, David Bowie, Pigface, Rob Halford, Marilyn Manson, The Neptunes, 1000 Homo DJs, Josh Wink, A Perfect Circle, Queens of the Stone Age, Peter Gabriel, Saul Williams, Peter Murphy und U2 zusammengearbeitet. Des Weiteren gab es mit Tapeworm ein Seitenprojekt von Reznor, bei dem u. a. Danny Lohner und Maynard James Keenan von Tool mitwirkten, wegen Labelstreitigkeiten aber nie zur Veröffentlichung kam. Lediglich der Song Vacant, der dem ersten von mehreren Anläufen für Tapeworm entstammt, ist 2004 auf dem Album eMOTIVe von Keenans Zweitband A Perfect Circle unter dem Namen Passive erschienen.

### Beiträge für Soundtracks
- 1993: Gave Up – The Young Americans
- 1994: Dead Souls – The Crow – Die Krähe
- 1994: Something I Can Never Have – Natural Born Killers
- 1994: A Warm Place – Natural Born Killers
- 1994: Burn – Natural Born Killers (uncredited)
- 1995: Closer (Precursor) – Sieben
- 1996: In-Game Music – Quake[3]
- 1996: Art Of Self Destruction, Part One – Der Fan
- 1996: Closer to God – Der Fan
- 1996: Closer (Further Away)  – Der Fan
- 1997: The Perfect Drug – Lost Highway
- 2000: Into the Void – Final Destination
- 2000: The Way Out Is Through – Unbreakable (nur im Trailer)
- 2004: Deep – Tomb Raider
- 2004: The Mark Has Been Made – Mann unter Feuer
- 2004: The Wretched – Mann unter Feuer
- 2004: The Art of Self Destruction, Part One – Mann unter Feuer
- 2004: The Downward Spiral (The Bottom) – Mann unter Feuer
- 2004: Self Destruction, Part Two – Mann unter Feuer
- 2004: The Great Below – Mann unter Feuer
- 2005: You Know What You Are (Remix von Clint Mansell) – Doom
- 2007: Closer – The Hitcher
- 2007: Just Like You Imagined – 300 (nur im Trailer)[4]
- 2008: Every Day Is Exactly the Same – Wanted
- 2009: The Day the World Went Away – Terminator: Die Erlösung (nur im Trailer)[5]
- 2009: The Wretched – A Perfect Getaway (nur im Trailer)[6]
- 2011: Just Like You Imagined – Crysis 2 (nur im „Nano Suit Trailer“)[7]
- 2011: The Hand That Feeds – Red Riding Hood (nur im Trailer)[8]
- 2011: Immigrant Song – Verblendung (The Girl With the Dragon Tattoo)[9]
- 2012: Last – The Cabin in the Woods
- 2013: The Wretched – Hänsel und Gretel: Hexenjäger (nur im Trailer)[10]
- 2014: Love Is Not Enough – Guardians of the Galaxy (nur im Trailer)[11]
- 2014: The Beginning of the End – Altered Carbon – Das Unsterblichkeitsprogramm (Netflix-Trailer)[12]

### Remixe
- 1991: Butthole Surfers: Who Was in My Room Last Night – Remix auf der Wooden-EP
- 1992: Queen: Stone Cold Crazy – Remix auf dem Album Freakshow Compilation von Hollywood Records (Promo)
- 1992: Megadeth: Symphony of Destruction – Remix auf der gleichnamigen Single
- 1993: Curve: Missing Link – Remix auf der gleichnamigen Single
- 1994: KMFDM: Light – Remix auf dem Album Angst
- 1994: Marilyn Manson: Get Your Gunn – Remix auf der gleichnamigen Single
- 1995: David Bowie: The Hearts Filthy Lesson – Remix auf der gleichnamigen Single
- 1997: David Bowie: I’m Afraid of Americans – fünf Remixe auf der gleichnamigen Single (der sechste stammt von Photek)
- 1998: Puff Daddy: Victory – Remix auf der gleichnamigen Single
- 1998: 12 Rounds: Pleasent Smell – Remix auf der gleichnamigen Single
- 2001: N.E.R.D: Lapdance – Remix auf dem Album Spin This
- 2003: Peter Gabriel: Growing Up – Remix auf der gleichnamigen Single
- 2005: U2: Vertigo – Remix auf der DVD-Audio-Single Sometimes You Can’t Make It on Your Own

## Statistik

### Chartauswertung
|                     | DE    | AT    | CH    | UK     | US     |
| ------------------- | ----- | ----- | ----- | ------ | ------ |
| Nummer-eins-Alben   | DE—DE | AT—AT | CH—CH | UK—UK  | US2US  |
| Top-10-Alben        | DE3DE | AT3AT | CH2CH | UK5UK  | US6US  |
| Alben in den Charts | DE9DE | AT9AT | CH6CH | UK12UK | US17US |

|                       | DE    | AT    | CH    | UK    | US    |
| --------------------- | ----- | ----- | ----- | ----- | ----- |
| Nummer-eins-Singles   | DE—DE | AT—AT | CH—CH | UK—UK | US—US |
| Top-10-Singles        | DE—DE | AT—AT | CH—CH | UK1UK | US—US |
| Singles in den Charts | DE3DE | AT2AT | CH2CH | UK9UK | US7US |

|                          | DE    | AT    | CH    | UK    | US    |
| ------------------------ | ----- | ----- | ----- | ----- | ----- |
| Nummer-eins-Videoalben   | DE—DE | AT—AT | CH—CH | UK—UK | US—US |
| Top-10-Videoalben        | DE—DE | AT—AT | CH—CH | UK—UK | US—US |
| Videoalben in den Charts | DE1DE | AT—AT | CH—CH | UK—UK | US1US |

### Auszeichnungen für Musikverkäufe
| Goldene Schallplatte - Australien - 1995: für das Album The Downward Spiral - 1995: für die Single Closer - 2007: für das Videoalbum Beside You in Time - Kanada - 2013: für das Album Hesitation Marks - Portugal - 2013: für das Album Hesitation Marks Platin-Schallplatte - Argentinien - 2005: für das Album Pretty Hate Machine - Kanada - 1999: für die EP Broken - 2005: für das Album With Teeth - Portugal - 2013: für das Videoalbum Beside You in Time | 2× Platin-Schallplatte - Kanada - 2000: für das Album The Fragile 3× Platin-Schallplatte - Kanada - 1997: für das Album The Downward Spiral |

Anmerkung: Auszeichnungen in Ländern aus den Charttabellen bzw. Chartboxen sind in ebendiesen zu finden.
| Land/RegionAuszeichnungen für Musikverkäufe (Land/Region, Auszeichnungen, Verkäufe, Quellen) | Silber     | Gold       | Platin       | Verkäufe   | Quellen                                                     |
| -------------------------------------------------------------------------------------------- | ---------- | ---------- | ------------ | ---------- | ----------------------------------------------------------- |
| Argentinien (CAPIF)                                                                          | —          | —          | Platin1      | 40.000     | capif.org.ar (Memento vom 6. Juli 2011 im Internet Archive) |
| Australien (ARIA)                                                                            | —          | 3× Gold3   | —            | 77.500     | aria.com.au                                                 |
| Kanada (MC)                                                                                  | —          | Gold1      | 7× Platin7   | 740.000    | musiccanada.com                                             |
| Portugal (AFP)                                                                               | —          | Gold1      | Platin1      | 15.500     | Einzelnachweise                                             |
| Vereinigte Staaten (RIAA)                                                                    | —          | 2× Gold2   | 10× Platin10 | 11.000.000 | riaa.com                                                    |
| Vereinigtes Königreich (BPI)                                                                 | 3× Silber3 | 4× Gold4   | Platin1      | 1.020.000  | bpi.co.uk                                                   |
| Insgesamt                                                                                    | 3× Silber3 | 11× Gold11 | 20× Platin20 |            |                                                             |